# Xylocopa obscuritarsis
Xylocopa obscuritarsis är en biart som beskrevs av Heinrich Friese 1922. Xylocopa obscuritarsis ingår i släktet snickarbin, och familjen långtungebin. Inga underarter finns listade i Catalogue of Life.